# 丁训杰
丁训杰（1925年—2000年），男，浙江镇海人，中国内科学家、血液病学专家，曾任上海医科大学附属华山医院教授、博士生导师。